# Sally Carbon
Sally May•Carbon-Bell (Cottesloe, 14 april 1967) is een Australisch hockeyster.
Carbon werd in 1988 met de Australische ploeg olympisch kampioen. Met haar ploeggenoten won Carbon de Champions Trophy 1993.
In 1994 werd Carbon wereldkampioen.

## Erelijst
- 1988 –  Olympische Spelen in Seoel
- 1989 -  Champions Trophy Frankfurt
- 1990 -  Wereldkampioenschap hockey Sydney
- 1992 – 5e Olympische Spelen in Barcelona
- 1993 -  Champions Trophy Amstelveen
- 1994 -  Wereldkampioenschap hockey Dublin

- Australian Women's Register: AWE2348b
- International Standard Name Identifier: 0000 0000 6189 7916
- Library of Congress Control Number: n2009037272
- Virtual International Authority File: 90439205
- WorldCat: E39PBJtMryVwfmc33MMGDhGbVC